# Júnia Claudil·la
Júnia Claudil·la (en llatí Junia Claudilla) va ser una dama romana del segle i. Formava part de la gens Júnia. Era filla de Marc Juni Silà i va ser la primera esposa de Calígula segons Dió Cassi. Suetoni l'anomena Júnia Claudil·la i Dió Cassi Júnia Clàudia.